# Flotilha do Mato Grosso

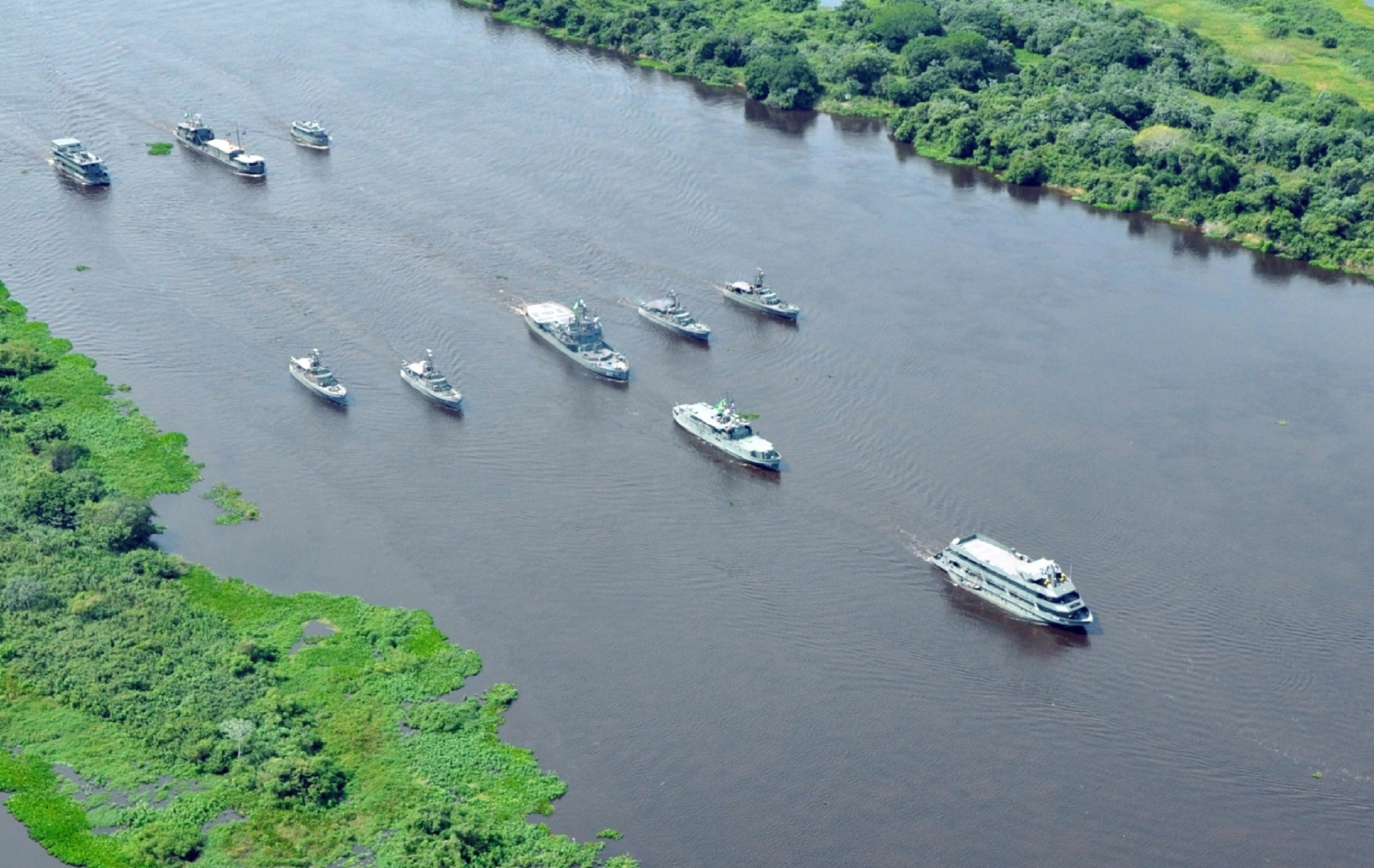
A flotilha em formação. Ao centro, o Parnaíba (U-17)

A Flotilha do Mato Grosso é a força distrital da Marinha do Brasil sediada em Ladário, Mato Grosso do Sul e subordinada ao 6.º Distrito Naval.
A Flotilha do Mato Grosso foi criada em 20 de outubro de 1876 após a Guerra do Paraguai. A força da Marinha na região antes desse ano é às vezes também referida por esse nome. A bacia do rio Paraguai foi historicamente o acesso mais viável a Mato Grosso até a construção da Estrada de Ferro Noroeste do Brasil, no início do século XX, e assim, ela foi disputada desde o Brasil Colônia. Na Primeira República a flotilha teve participação marginal nos conflitos pelo governo de Mato Grosso e no combate à revolução de 1922.
Apoiada pela Base Fluvial de Ladário, realiza patrulhas e operações ribeirinhas nos rios da região do Pantanal e apoia operações conjuntas com o Exército Brasileiro.
O apoio aéreo a suas missões é fornecido pelo 4º Esquadrão de Helicópteros de Emprego Geral.

## Embarcações
- Monitor Parnaíba
- Navio de Transporte Fluvial Paraguassú
- Navio de Apoio Logístico Fluvial Potengi
- Navio de Assistência Hospitalar Tenente Maximiano
- Aviso Transporte Fluvial Piraim
- Navio Patrulha Poti
- Navio Patrulha Penedo
- Navio Patrulha Piratini
- Navio Patrulha Pirajá
- Navio de Transporte Fluvial Almirante Leverger [11]
- Navio de Aviso Hidroceanográfico Fluvial Caravelas[11]